# Мадзипанари
Мадзипанари (яп. 真謝離) — небольшой остров в островной группе Яэяма островов Сакисима архипелага Рюкю. Административно относится к округу Исигаки уезда Яэяма префектуры Окинава, Япония.
Необитаемый остров расположен у западного побережья острова Исигаки при входе в бухту Кабира, возле большего острова Кабираванку.

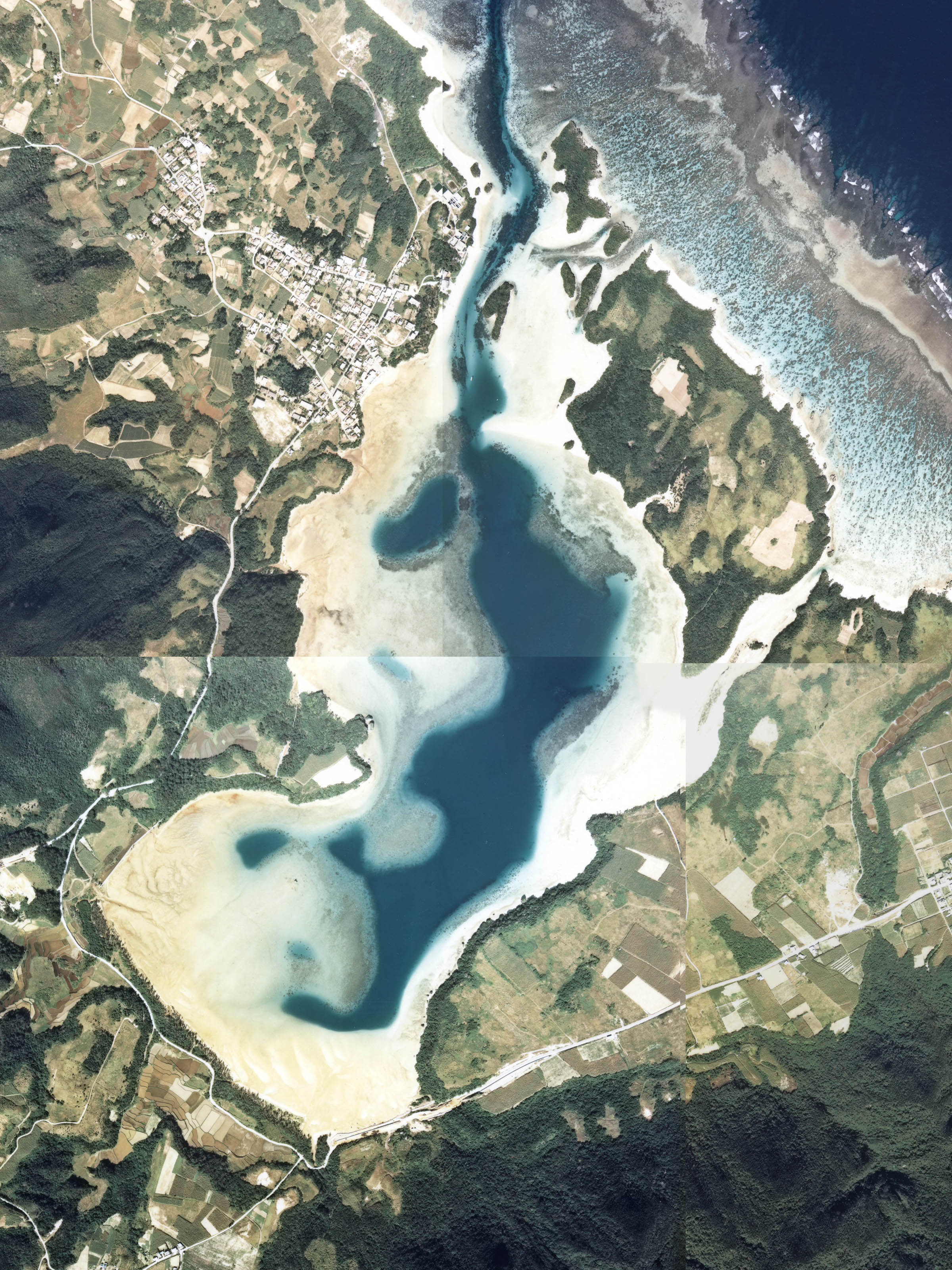
Снимок острова со спутника

Остров почти весь покрыт лесами.